# Claudio Vandelli
Claudio Vandelli, född den 27 juli 1961 i Modena, Italien, är en italiensk tävlingscyklist som tog OS-guld i lagtempolopet vid olympiska sommarspelen 1984 i Los Angeles.